# Gymnodiptychus dybowskii
Gymnodiptychus dybowskii es una especie de peces de la familia de los
Cyprinidae en el orden de los Cypriniformes.

## Morfología
Los machos pueden llegar alcanzar los 45 cm de longitud total y 3 kg de peso.

## Alimentación
Come  anfípodos, moluscos y larvas de insectos.

## Hábitat
Es un pez de agua dulce y de clima templado.

## Distribución geográfica
Se encuentra en la cuenca del río Tarim y en el lago Issyk, en Asia.